# اولاد امطاع
اولاد امطاع (به فرانسوی: Oulad Mtaa) یک شهرک در مراکش است که در استان حوز واقع شده‌است. اولاد امطاع ۵٬۵۵۷ نفر جمعیت دارد.